# Скоттсбург (Нью-Йорк)
Скоттсбург (англ. Scottsburg) — переписна місцевість (CDP) в США, в окрузі Лівінгстон штату Нью-Йорк. Населення — 137 осіб (2020).

## Географія
Скоттсбург розташований за координатами 42°39′50″ пн. ш. 77°42′44″ зх. д. / 42.66389° пн. ш. 77.71222° зх. д. (42.663823, -77.712307).  За даними Бюро перепису населення США в 2010 році переписна місцевість мала площу 0,43 км², уся площа — суходіл.

## Демографія
Згідно з переписом 2010 року, у переписній місцевості мешкало 117 осіб у 46 домогосподарствах у складі 38 родин. Густота населення становила 275 осіб/км².  Було 51 помешкання (120/км²).
Расовий склад населення:
| - 98,3 % — білих - 1,7 % — азіатів |

До двох чи більше рас належало 0,0 %. Частка іспаномовних становила 0,0 % від усіх жителів.
За віковим діапазоном населення розподілялося таким чином: 19,7 % — особи молодші 18 років, 67,5 % — особи у віці 18—64 років, 12,8 % — особи у віці 65 років та старші. Медіана віку мешканця становила 38,8 року. На 100 осіб жіночої статі у переписній місцевості припадало 112,7 чоловіків;  на 100 жінок у віці від 18 років та старших — 104,3 чоловіків також старших 18 років.
Середній дохід на одне домашнє господарство  становив 54 163 долари США (медіана — 60 500), а середній дохід на одну сім'ю — 48 729 доларів (медіана — 49 583). За межею бідності перебувало 13,8 % осіб, у тому числі 45,5 % дітей у віці до 18 років та 0,0 % осіб у віці 65 років та старших.
Цивільне працевлаштоване населення становило 59 осіб. Основні галузі зайнятості: роздрібна торгівля — 28,8 %, освіта, охорона здоров'я та соціальна допомога — 22,0 %, оптова торгівля — 10,2 %, виробництво — 10,2 %.